# Paralychnophora
Paralychnophora är ett släkte av korgblommiga växter. Paralychnophora ingår i familjen korgblommiga växter.
Kladogram enligt Catalogue of Life:
| Paralychnophora | \| \| Paralychnophora atkinsiae \| \| \| \| \| \| Paralychnophora bicolor \| \| \| \| \| \| Paralychnophora patriciana \| \| \| \| |
|                 | \| \| Paralychnophora atkinsiae \| \| \| \| \| \| Paralychnophora bicolor \| \| \| \| \| \| Paralychnophora patriciana \| \| \| \| |
|                 | Paralychnophora atkinsiae |
|                 | |
|                 | Paralychnophora bicolor |
|                 | |
|                 | Paralychnophora patriciana |
|                 | |

## Bildgalleri

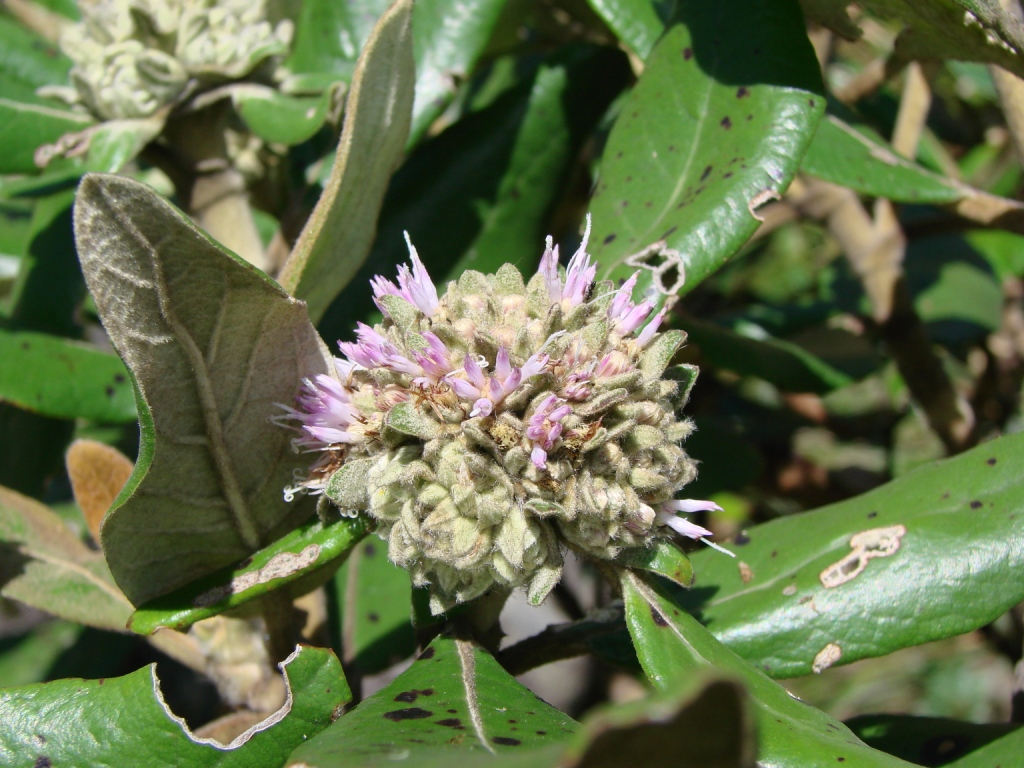